# Белінда Борнео
Белінда Борнео (англ. Belinda Borneo; нар. 10 листопада 1966) — колишня британська тенісистка.
Найвищу одиночну позицію світового рейтингу — 238 місце досягла 17 вересня 1990, парну — 84 місце — 18 листопада 1991 року.
Здобула 1 парний титул.
Найвищим досягненням на турнірах Великого шолома було 2 коло в парному розряді.

## Фінали Туру WTA

### Парний розряд (1–1)
| Результат | W/L | Дата     | Турнір                    | Покриття | Партнерка | Суперниці                    | Рахунок            |
| --------- | --- | -------- | ------------------------- | -------- | --------- | ---------------------------- | ------------------ |
| Поразка   | 0–1 | Лют 1991 | Веллінґтон, Нова Зеландія | Тверде   | Клер Вуд  | Джо-Анн Фолл Джулі Річардсон | 6–2, 5–7, 6–7(4–7) |
| Перемога  | 1–1 | Лют 1992 | Веллінґтон, Нова Зеландія | Тверде   | Клер Вуд  | Джо-Анн Фолл Джулі Річардсон | 6–0, 7–6(7–5)      |

## Фінали ITF
| Легенда         |
| --------------- |
| турніри $25,000 |
| турніри $10,000 |

### Парний розряд: 16 (6–10)
| Результат | Ранг | Дата              | Турнір                                 | Покриття | Партнерка           | Суперниці                            | Рахунок          |
| --------- | ---- | ----------------- | -------------------------------------- | -------- | ------------------- | ------------------------------------ | ---------------- |
| Поразка   | 1.   | 20 травня 1985    | Бат (Англія), Велика Британія          | Ґрунт    | Джой Тейкон         | Елна Рейнах Моніка Райнах            | 3–6, 3–6         |
| Поразка   | 2.   | 5 серпня 1985     | Реда-Віденбрюк, Західна Німеччина      | Ґрунт    | Лоррейн Ґрейсі      | Зілке Маєр Клаудія Порвік            | 6–4, 6–7, 1–6    |
| Перемога  | 1.   | 18 листопада 1985 | Чешир, Велика Британія                 | Килим    | Джой Тейкон         | Регіна Райхртова Яна Новотна         | 6–2, 6–3         |
| Поразка   | 3.   | 25 листопада 1985 | Телфорд (Англія), Велика Британія      | Тверде   | Ніколе Мунс-Ягерман | Кеті Масо Сьюзен Пендо               | 6–4, 3–6, 2–6    |
| Поразка   | 4.   | 31 березня 1986   | Барі, Італія                           | Ґрунт    | Вілтруд Пробст      | Нанетте Шутте Маріанне ван дер Торре | 6–4, 6–7, 3–6    |
| Перемога  | 2.   | 19 квітня 1986    | Камберленд (графство), Велика Британія | Тверде   | Джейн Вуд           | Моніка Райнах Джой Тейкон            | 6–4, 6–3         |
| Перемога  | 3.   | 27 квітня 1987    | Саттон, Велика Британія                | Тверде   | Лінда Барнард       | Тітія Вілмінк Лоне Ванборґ           | 2–6, 7–5, 7–6    |
| Поразка   | 5.   | 10 жовтня 1988    | Телфорд (Англія), Велика Британія      | Тверде   | Сара Салліван       | Карін Баккум Сімоне Шилдер           | 5–7, 4–6         |
| Перемога  | 4.   | 29 січня 1989     | Гельсінкі, Фінляндія                   | Тверде   | Лоне Ванборґ        | Зільвія Фрає Енн-Марі Волсон         | 6–2, 6–7(6), 6–2 |
| Перемога  | 5.   | 5 лютого 1989     | Стокгольм, Швеція                      | Тверде   | Лоне Ванборґ        | Вера-Каріна Елтер Інґрід Пельцер     | 6–1, 6–1         |
| Поразка   | 6.   | 12 лютого 1989    | Берген, Норвегія                       | Тверде   | Александра Ніпел    | Гелен Йонссон Малін Нільссон         | 3–6, 1–6         |
| Поразка   | 7.   | 20 березня 1989   | Марса, Мальта                          | Тверде   | Амі ван Бюрен       | Паскалле Дрюйтс Катеріна Ноццолі     | 3–6, 6–3, 3–6    |
| Поразка   | 8.   | 8 травня 1989     | Лі-он-Солент, Англія                   | Ґрунт    | Амі ван Бюрен       | Джо Луїс Александра Ніпел            | 3–6, 2–6         |
| Поразка   | 9.   | 15 травня 1989    | Queens, Англія                         | Ґрунт    | Амі ван Бюрен       | Дате-Крумм Кіміко Окада Сіхо         | 6–7(2), 3–6      |
| Перемога  | 6.   | 3 вересня 1990    | Арцакена, Італія                       | Тверде   | Джулі Салмон        | Емманюель Дерлі Луїс Флемінг         | 6–1, 4–6, 6–3    |
| Поразка   | 10.  | 5 серпня 1991     | Віго, Іспанія                          | Ґрунт    | Анне Аалонен        | Ева Бес Вірхінія Руано Паскуаль      | 6–7(6), 5–7      |